# Grand Prix Jef Scherens 2015
La 49e édition de Grand Prix Jef Scherens a eu lieu le 23 août 2015. La course fait partie du calendrier UCI Europe Tour 2015 en catégorie 1.1.

## Présentation

### Parcours
Le parcours du Grand Prix Jef Scherens est similaire à celui de l'édition 2014. Il consiste en un circuit de 14,1 kilomètres qu'il faut parcourir à treize reprises. Sur la base d'une moyenne horaire de 42,3 km/h, il faut vingt minutes pour effectuer un tour de circuit.
Un tour de circuit commence au centre de Louvain, remonte vers le nord, au-delà du boulevard périphérique, puis y revient en passant devant les différentes portes de la ville dans le sens anti-horaire : Aarschotsepoort, Mechelsepoort, Brusselsepoort, Tervurrsepoort, Maamsepoort, Parkpoort et Tiensepoort. Passant devant la gare, les coureurs se dirigent vers l'ouest pour franchir la ligne.

### Équipes
Classé en catégorie 1.1 de l'UCI Europe Tour, le Grand Prix Jef Scherens est par conséquent ouvert aux UCI WorldTeams dans la limite de 50 % des équipes participantes, aux équipes continentales professionnelles, aux équipes continentales et aux équipes nationales.
| UCI WorldTeams  | UCI WorldTeams | UCI WorldTeams |
| Nom de l'équipe | Pays           | Code           |
| --------------- | -------------- | -------------- |
| Lotto-Soudal    | Belgique       | LTS            |

| Équipes continentales professionnelles | Équipes continentales professionnelles | Équipes continentales professionnelles |
| Nom de l'équipe                        | Pays                                   | Code                                   |
| -------------------------------------- | -------------------------------------- | -------------------------------------- |
| Bretagne-Séché Environnement           | France                                 | BSE                                    |
| Roompot Oranje Peloton                 | Pays-Bas                               | ROP                                    |
| RusVelo                                | Russie                                 | RVL                                    |
| Topsport Vlaanderen-Baloise            | Belgique                               | TSV                                    |
| Wanty-Groupe Gobert                    | Belgique                               | WGG                                    |

| Équipes continentales         | Équipes continentales | Équipes continentales |
| Nom de l'équipe               | Pays                  | Code                  |
| ----------------------------- | --------------------- | --------------------- |
| 3M                            | Belgique              | MMM                   |
| An Post-ChainReaction         | Irlande               | SKT                   |
| BKCP-Corendon                 | Belgique              | BKP                   |
| CCT-Champion System           | Nouvelle-Zélande      | CCT                   |
| Colba-Superano Ham            | Belgique              | CSH                   |
| Coop-Øster Hus                | Norvège               | COH                   |
| Differdange-Losch             | Luxembourg            | CCD                   |
| ERA Real Estate-Murprotec     | Belgique              | COR                   |
| Join-S-De Rijke               | Pays-Bas              | RIJ                   |
| Leopard Development           | Luxembourg            | LDT                   |
| Madison Genesis               | Royaume-Uni           | MGT                   |
| Metec-TKH-Mantel              | Pays-Bas              | MET                   |
| Rabobank Development          | Pays-Bas              | RDT                   |
| Roth-Škoda                    | Suisse                | ROT                   |
| Vastgoedservice-Golden Palace | Belgique              | VGS                   |
| Veranclassic-Ekoï             | Belgique              | VER                   |
| Verandas Willems              | Belgique              | WIL                   |
| Wallonie-Bruxelles            | Belgique              | WBC                   |

### Règlement de la course

#### Primes
Les vingt prix sont attribués suivant le barème de l'UCI,.
| Position | 1er     | 2e      | 3e      | 4e    | 5e    | 6e    | 7e    | 8e    | 9e    | 10e à 20e |
| Prix     | 5 785 € | 2 895 € | 1 445 € | 715 € | 580 € | 433 € | 433 € | 287 € | 287 € | 147 €     |

## Classements

### Classement final
| Classement final | Classement final | Classement final | Classement final              | Classement final   |
|                  | Coureur          | Pays             | Équipe                        | Temps              |
| ---------------- | ---------------- | ---------------- | ----------------------------- | ------------------ |
| 1er              | Björn Leukemans  | Belgique         | Wanty-Groupe Gobert           | en 4 h 13 min 21 s |
| 2e               | Dimitri Claeys   | Belgique         | Verandas Willems              | + 7 s              |
| 3e               | Mark McNally     | Royaume-Uni      | Madison Genesis               | + 7 s              |
| 4e               | Wout van Aert    | Belgique         | Vastgoedservice-Golden Palace | + 10 s             |
| 5e               | Marco Marcato    | Italie           | Wanty-Groupe Gobert           | + 10 s             |
| 6e               | Gaëtan Bille     | Belgique         | Verandas Willems              | + 10 s             |
| 7e               | Huub Duyn        | Pays-Bas         | Roompot Oranje Peloton        | + 1 min 1 s        |
| 8e               | Oscar Riesebeek  | Pays-Bas         | Metec-TKH-Mantel              | + 1 min 3 s        |
| 9e               | Dennis Vanendert | Belgique         | Lotto-Soudal                  | + 1 min 3 s        |
| 10e              | Sergey Nikolaev  | Russie           | RusVelo                       | + 1 min 5 s        |
| modifier         |                  |                  |                               |                    |

### UCI Europe Tour
Ce Grand Prix Jef Scherens attribue des points pour l'UCI Europe Tour 2015, par équipes seulement aux coureurs des équipes continentales professionnelles et continentales, individuellement à tous les coureurs sauf ceux faisant partie d'une équipe ayant un label WorldTeam.
| Position,          | 1er | 2e | 3e | 4e | 5e | 6e | 7e | 8e | 9e | 10e | 11e | 12e |
| Classement général | 80  | 56 | 32 | 24 | 20 | 16 | 12 | 8  | 7  | 6   | 5   | 3   |